# Łaiszewo
Łaiszewo – miasto w Rosji, w Tatarstanie. W 2010 roku liczyło 7735 mieszkańców.